# Otto Ostrowski
Otto Ostrowski, född 28 januari 1883 i Spremberg, död 16 juni 1963 i Knokke i Belgien, var en tysk politiker.
Efter studier i romanistik vid ett universitet i Berlin jobbade han i några år som privatlärare i Luckenwalde, Lyon och Sheffield, eftersom han på grund av sina politiska åsikter inte kunde få den anställning inom det preussiska skolväsendet som han hade velat ha. Efter första världskriget blev han medlem i SPD och blev borgmästare i kommunen Lankwitz, som inkorporerades i Berlin 1920. Senare var han borgmästare i Finsterwalde i Lausitz. Ostrowski valdes 1926 för en 12-årig period till borgmästare för Berlins Prenzlauer Berg, men avskedades av nazisterna 1933 eftersom hans fru var judinna. Efter andra världskriget blev Ostrowski borgmästare för Berlins Wilmersdorf.
Den 5 december 1946 valdes han till överborgmästare i Berlin. Ostrowski vände sig emot sammanslagningen av östzonens socialdemokrater i SPD med kommunistpartiet KPD, den partisammanslagning som bildade SED. Trots det var han beredd att samarbeta med SED. Genom sina goda kontakter med den sovjetiske kommendanten kunde han under hungersnöden vintern 1946/1947 utverka extra vedleveranser från skogarna i den sovjetiska ockupationszonen.
När Ostrowski vägrade att utestänga SED-ledamöterna från magistraten, utverkade hans egen partigrupp en misstroendeomröstning mot honom den 11 april 1947. En majoritet ställde sig bakom missförtroendeförklaringen som således röstades igenom. Den 17 april avgick Ostrowski.
Till efterträdare valdes den 24 juni 1947 Ernst Reuter, som emellertid inte kunde tillträda posten eftersom den sovjetiske kommendanten lade in sitt veto. Därför blev i stället Louise Schroeder tillförordnad borgmästare.
Mellan 1948 och 1951 var Ostrowski president för den nygrundade Hauptprüfungsamt i Berlin.